# Parking Day

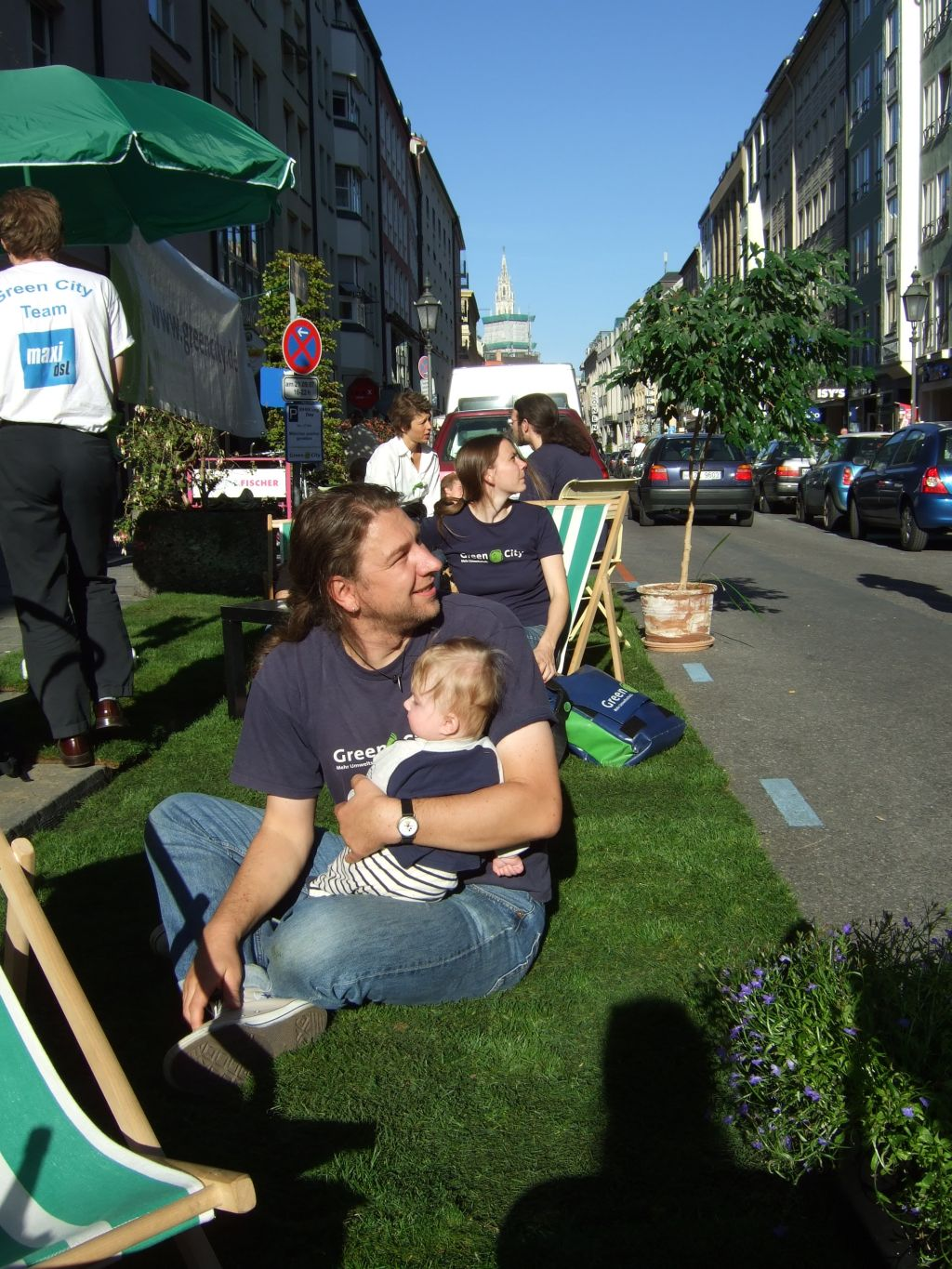
Park(ing) Day 2007 in München

Der Park(ing) Day ist ein seit 2005 international jährlich begangener Aktionstag zur Re-Urbanisierung von Innenstädten: In der Regel am dritten Freitag des Septembers werden Parkplätze im öffentlichen Straßenraum modellhaft kurzfristig umgewidmet und einer anderen Nutzung zugeführt, etwa als grüne Oase bzw. Pflanzinsel, als Begegnungs- oder Ruheplatz mit Sitzflächen, als Kinderspielplatz, als Fahrradabstellfläche, für Gastronomie usw.

## Ablauf und Geschichte
Der erste Parking Day fand 2005 in San Francisco statt.
2009 wurde der Times Square, der größte Verkehrsknoten in New York City, teilweise in eine Fußgängerzone umfunktioniert. Die als kurzfristige Aktion gedachte Initiative fand so viel Anklang, dass ein Teil des Times Square dauerhaft umgewandelt wurde.
Jedes Jahr finden in zahlreichen Orten weltweit Aktionen zum Parking Day statt. In Städten wie Berlin oder Leipzig wird dabei eine größere Zahl an Parkplätzen umgewandelt, so z. B. über 30 in Leipzig 2021.
Der nächste Parking Day ist am 19. September 2025.